# Нгонде
Нго́нде (ньяк'юса-нгонде, у Танзанії відомі під назвою ньяк'юса, а у Малаві зазвичай нгонде; також ікіньяк'юса, момбе, ікінгонде, конде, нконде, сочіле, сокіле, кукве) — народ банту, за іншими даними — субетнос у складі конде в Танзанії та Малаві.
Загальна чисельність — понад 1 млн чол., із них 750,000 у Танзанії (1992) та 300,000 у Малаві (1993).
Живуть на півночі озера Малаві.
Сповідують традиційні релігії (анімізм, культ предків), є також християни та мусульмани. Біблію перекладено в 1993 році, у 1996 р. — у друці.
Культура і побут нгонде близькі до таких же в конде.